# Bocherplatz
Bocherplatz ist ein Ortsteil und ehemaliger Schleifkotten in Halver im Märkischen Kreis im nordrhein-westfälischen Regierungsbezirk Arnsberg in Deutschland.

## Lage und Beschreibung
Bocherplatz liegt auf 300 m ü. NHN im nordöstlichen Halver im Tal der Hälver. Der Ort ist über eine Zufahrt von der Bundesstraße 229 bei Heesfeld erreichbar. Weitere Nachbarorte sind Oeckinghausen, Bruch, Mesenhohl, Lingen, Bochen, Neuenhaus und Husen.
An Bocherplatz verläuft die als Rad- und Wanderweg umgebaute Trasse der Hälvertalbahn vorbei.

## Geschichte
Bocherplatz wurde erstmals im Jahr der Entstehung 1805 urkundlich erwähnt, als an der Hälver ein Schleifkotten errichtet wurde. Bocherplatz war ein Abspliss von Bochen (Heesfeld).
1818 lebten neun Einwohner im Ort. 1838 gehörte Bocherplatz der Oeckinghauser Bauerschaft innerhalb der Bürgermeisterei Halver an. Der laut der Ortschafts- und Entfernungs-Tabelle des Regierungs-Bezirks Arnsberg als Schleifmühle kategorisierte Ort besaß zu dieser Zeit ein Wohnhaus, zwei Fabriken bzw. Mühlen und ein landwirtschaftliches Gebäude. Zu dieser Zeit lebten 13 Einwohner im Ort, allesamt evangelischen Glaubens.
Das Gemeindelexikon für die Provinz Westfalen von 1887 gibt eine Zahl von neun Einwohnern an, die in einem Wohnhaus lebten.